# Uroxys tuberculatus
Uroxys tuberculatus là một loài bọ cánh cứng trong họ Bọ hung (Scarabaeidae).